# Bangodua (Lelea)
Bangodua is een bestuurslaag in het regentschap Indramayu van de provincie West-Java, Indonesië. Bangodua telt 4102 inwoners (volkstelling 2010).